# Atletiek op de Paralympische Zomerspelen 2024 - 100 m vrouwen T47
De 100 meter voor vrouwen klasse T47 op de Paralympische Zomerspelen 2024 vond plaats van op 30 augustus in het Stade de France. Deze klasse is voor atletea met een enkele amputatie onder de elleboog of pols of een vergelijkbare handicap, met een normale functie in beide benen. Dit is een gecombineerde klasse met T46. De winnares van 2020 was Lisbeli Vera Andrade Uit Venezuela. Zij werd opgevolgd door Kiara Rodriguez uit Ecuador, de Amerikaanse Brittni Mason behaalde het zilver en Anna Grimaldi uit Nieuw-Zeeland won de bronzen medaille.

## Records
Voorafgaand aan het toernooi waren dit de wereldrecords en Paralympische records.
| Wereldrecord        | T46/47 | Verenigde Staten Brittni Mason | 11.89 | Dubai  | 12 november 2019 |
| Paralympisch record | T46/47 | Cuba Yunidis Castillo          | 11.95 | Londen | 4 september 2012 |

## Series
De eerste drie van beide series kwalificeerden zich direct voor de finale. Van de overgebleven atleten kwalificeerden bovendien de twee snelsten zich voor de finale.

#### Serie 1
| Rang | Baan | Kl. | Naam                         | Naam | Tijd  | Bijz. |
| ---- | ---- | --- | ---------------------------- | ---- | ----- | ----- |
| 1    | 1    | T46 | Kiara Rodriguez              | ECU  | 12.18 | Q, SB |
| 2    | 8    | T47 | Sheriauna Haase              | CAN  | 12.47 | Q, SB |
| 3    | 3    | T46 | Saska Solokov                | SRB  | 12.54 | Q, SB |
| 4    | 9    | T47 | Maria Clara Augusto da Silva | BRA  | 12.63 | q, SB |
| 5    | 6    | T46 | Jule Ross                    | GER  | 12.72 | PB    |
| 6    | 5    | T46 | Li Lu                        | CHN  | 12.87 | SB    |
| 7    | 2    | T47 | Tereza Jakschova             | CZE  | 13.21 | PB    |
| 8    | 4    | T47 | Aldana Isabel Ibanez         | ARG  | 13.22 | PB    |
| 9    | 7    | T47 | Tinotendo Nicole Bango       | ZIM  | 13.71 | PB    |

#### Serie 2
| Rang | Baan | Kl. | Naam                        | Naam | Tijd  | Bijz. |
| ---- | ---- | --- | --------------------------- | ---- | ----- | ----- |
| 1    | 8    | T47 | Lisbeli Marina Vera Andrade | VEN  | 11.99 | Q, SB |
| 2    | 4    | T46 | Brittni Mason               | USA  | 12.18 | Q, SB |
| 3    | 5    | T47 | Anna Grimaldi               | NZL  | 12.23 | Q     |
| 4    | 6    | T46 | Maria Ngoussou Ngouyi       | FRA  | 12.54 | q, PB |
| 5    | 9    | T47 | Fernando Yara da Silva      | BRA  | 12.64 | SB    |
| 6    | 7    | T47 | Sasiriwan Inthachot         | THA  | 12.69 | PB    |
| 7    | 3    | T47 | Sae Tsuji                   | JPN  | 12.94 |       |
| 8    | 2    | T47 | Kim Marie Vaske             | GER  | 13.22 |       |

### Finale
| Rang   | Baan | Kl. | Naam                         | Naam | Tijd  | Bijz. |
| ------ | ---- | --- | ---------------------------- | ---- | ----- | ----- |
| Goud   | 7    | T46 | Kiara Rodriguez              | ECU  | 12.04 | SB    |
| Zilver | 5    | T46 | Brittni Mason                | USA  | 12.10 | SB    |
| Brons  | 8    | T47 | Anna Grimaldi                | NZL  | 12.20 |       |
| 4      | 6    | T47 | Sheriauna Haase              | CAN  | 12.53 |       |
| 5      | 3    | T46 | Saska Solokov                | SRB  | 12.56 |       |
| 6      | 9    | T46 | Maria Ngoussou Ngouyi        | FRA  | 12.58 |       |
| 7      | 2    | T47 | Maria Clara Augusto da Silva | BRA  | 12.63 | SB    |
| –      | 4    | T47 | Lisbeli Marina Vera Andrade  | VEN  | DNF   |       |